# NGC 1215
NGC 1215 est une galaxie spirale intermédiaire située dans la constellation de l'Éridan. Elle a été découverte par l'astronome américain Lewis Swift en 1886.

## Caractéristiques
Sa vitesse par rapport au fond diffus cosmologique est de 4 695 ± 17 km/s, ce qui correspond à une distance de Hubble de 69,3 ± 4,9 Mpc (∼226 millions d'al).
NGC 1215 est une galaxie du champ, c'est-à-dire qu'elle n'appartient pas à un amas et qu'elle est donc gravitationnellement isolée. Cette indication sur le site de NED semble en contradiction avec l'appartenance de NGC 1215 au groupe compact de Hickson 23, mais on retrouve la même indication pour NGC 1214.
La classe de luminosité de NGC 1215 est I et elle présente une large raie HI.
En raison d'une brillance de surface égale à 14,8 mag/am2, on peut qualifier NGC 1215 de galaxie à faible brillance de surface (LSB en anglais pour low surface brightness). Les galaxies LSB sont des galaxies diffuses (D) avec une brillance de surface inférieure de moins d'une magnitude à celle du ciel nocturne ambiant.

## Groupe compacte de Hickson 23
En compagnie de NGC 1214, de NGC 1216 et de PGC 11673, NGC 1215 forme le groupe compact de Hickson HCG 23.